# شركة برتلسمان
برتلسمان (بالألمانية: Bertelsmann) هي شركة ألمانية متعددة الجنسيات مقرها في غوترسلوه،شمال الراين-وستفاليا، ألمانيا. وهي واحدة من أكبر شركات وسائل الإعلام في العالم، وأيضا نشطة في قطاع الخدمات والتعليم. تم تأسيس بيرتلسمان كمكتب للنشر من قبل كارل بيرتلسمان في عام 1835. بعد الحرب العالمية الثانية، تحولت بيرتلسمان، تحت قيادة رينهارد مون من كونها مؤسسة متوسطة الحجم إلى تكتل رئيسي، لا تقدم فقط خدمات في مجال الكتب ولكن أيضا التلفزيون والإذاعة والموسيقى والمجلات والخدمات التجارية.  بيرتلسمان هي شركة غير مدرجة وموجهة نحو سوق رأس المال،  والتي لا تزال تسيطر عليها أساسا عائلة مون. منذ عام 2016، الأقسام الرئيسية من بيرتلسمان هي مجموعة أر تي إل، بينغوين راندوم هاوس، غرونر + يار، بي إم جي، أرڤاتو، مجموعة بيرتلسمان للطباعة، مجموعة بيرتلسمان للتعليم وبيرتلسمان للاستثمارات.